# Austindo de Auch
Austindo de Auch (Burdeos, Aquitania, ca. 1000 - Auch, Mediodía-Pirineos, 1068), en latín Austindus, fue un obispo de Auch. Venerado como santo, su festividad tiene lugar el 26 de julio y, en Auch, el 25 de septiembre.

## Biografía
Austindo nació en Burdeos hacia el año 1000. Ingresó en el monasterio benedictino de San Orens de Auch, donde fue abad hasta que fue elegido obispo de la ciudad en 1042. Tuvo  un papel importante en la implantación de la reforma gregoriana en la Gascuña, introduciendo la orden de Cluny en Sant Orens. Acabó con los malas prácticass del obispo Raimon el Viejo de Aire-sur-l'Adour, que se había propiado de siete obispados gascones y gobernó con rectitud su territorio. El trabajo de reforma implicó un gran nombre de concilios provinciales y sínodos diocesanos, en los que defendió la independencia de la Iglesia ante los señores de Armañac, lo que le llevó a retirarse durante dos años en Reims. 
Hizo reconstruir la catedral hacia 1062, añadiéndole el claustro y las dependencias para los monjes, y que se consegró en el febrero de 1121. Fundó la vila de Nogaro y estableció la colegiata de San Nicolás, de monjes regulares, la primera de la diócesis. Murió el  25 de septiembre de 1068, el día siguiente de haber tenido un sínodo. Fue enterrado en la catedral de Aush.
- Datos: Q3463680